# Claudia, herida
«Claudia, herida» es el sexto capítulo de la tercera temporada de la serie de televisión argentina Mujeres asesinas. Este episodio se estrenó el 27 de junio de 2007.
En el libro de Mujeres asesinas este episodio recibe el nombre de Nilda S., ama de casa, cambiándole el nombre y el modus operandi. 
Este episodio fue protagonizado por Laura Novoa, en el papel de asesina. Coprotagonizado por Fernán Miras y Romina Ricci. Y las participaciones de Carlos Portaluppi y Silvia Baylé.

## Desarrollo

### Trama
Claudia (Laura Novoa) es una mujer muy buena, trabaja en un consultorio como secretaria y está casada con Fernando (Fernan Miras), un hombre machista que solo la humilla y trunca sus sueños. Un día, en el consultorio, Claudia conoce a Sandra (Romina Ricci), quien tiene una relación con el jefe de Claudia. Éste la termina echando de la casa que le rentaba, y Claudia la acoge en una casa suya que tiene desocupada enfrente de la suya. Sandra, cuando se gana la amistad de Claudia, empieza a mantener una relación con Fernando. Un día, Fernando está en la casa de Sandra teniendo relaciones. Claudia se entera, ya que había pedido salir temprano de trabajar. Ella no dice nada, pero cuando Fernando llega y se recuesta, Claudia toma ácido y se lo avienta, quemándole el rostro.

### Condena
Fernando sufrió lesiones gravísimas que le provocaron la muerte 2 días después del ataque con el ácido. Claudia fue condenada a 12 años de prisión. Cumplió 8 años y fue liberada. Estudio enfermería y se mudó a Paraguay donde trabajó en un hospital.

## Elenco
- Laura Novoa
- Fernan Miras
- Romina Ricci
- Carlos Portaluppi
- Silvia Baylé
- Helena Jios